# 1960 год в телевидении
Список 1960 год в телевидении описывает события в мире телевидения, произошедшие в 1960 году.

## События
- 23 февраля — в эфир вышла передача Здоровье.
- 18 марта — в эфир вышла передача Клуб кинопутешествий.
- 1 июня — в Новой Зеландии открыт телеканал TV One[1].

### Без точных дат
- В Ленинграде впервые в СССР передана цветная телепередача.
- Впервые в СССР опробован новый телевизионный жанр — телеигра (Один за всех, и все — за одного), Ленинградское ТВ).

## Родились
- 26 января — Леонид Парфёнов, ТВ-ведущий (Намедни), ТВ-журналист, писатель и историк.
- 18 февраля — Виктор Яцкевич, ТВ-знаток (Своя игра), инженер и разнорабочий[2].
- 19 мая — Александр Успанов, ТВ-знаток (Своя игра), чемпион 1-го турнира «Комбинированного кубка-2005», IT-специалист и супруг ТВ-знатока Ольги Успановой (Прокофьевой)[3].
- 12 июля — Евгений Дворжецкий, ТВ-ведущий (Семь бед — один ответ, Пойми меня), актёр (ум. в 1999).
- 30 июля — Евгений Брезановский, ТВ-знаток (Своя игра) и музыкант[4].
- 11 августа — Олег Вакуловский, ТВ-ведущий (Человек и закон, Бюро телевизионных расследований, Российские тайны: следствие ведёт ТВЦ, Отдел Х) ТВ-журналист, Радиоведущий, комментатор, редактор (ум. в 2009).
- 25 декабря — Андрей Козлов, ТВ-ведущий (Брэйн-ринг, Программа передач), ТВ-знаток и магистр телеигры Что? Где? Когда?, 3-х кратный обладатель хрустальной совы, обладатель бриллиантовой совы, обладатель автомобиля Volkswagen Phaeton, обладатель звания Лучший капитан клуба и академик российского телевидения.